# 藤間麗
藤間 麗（とうま れい、3月11日 - ）は、日本の漫画家、イラストレーター。千葉県出身。血液型はA型。

## 来歴・人物
東京コミュニケーションアート専門学校卒業。2005年、『Cheese!増刊』（小学館）9月号にて掲載された、「ヘルプ me デンティスト」でデビュー。
2007年、『つくしてあげます』で初連載。2015年、『Cheese!』4月号より『水神の生贄（はなよめ）』を連載開始。
漫画家とは別に、ライトノベルへの挿絵・イラスト提供などのイラストレーターとしても数多く活動しており、自身がキャラクターデザインを担当したゲームも発売されている。

## 作品リスト

### 漫画作品

#### 連載
- つくしてあげます（『Cheese!』2007年10月号 - 12月号）
- 僕はキスで嘘をつく（『Cheese!』2008年6月号 - 12月号）
- 黎明のアルカナ（『Cheese!』2009年3月号 - 2013年8月号[2]）
- ロッカメルト〜フィアンセは雪男〜（『Cheese!』2013年11月号[3] - 2015年1月号[4]）
- 水神の生贄（『Cheese!』2015年4月号[5] - 2018年11月号[6]）
- 王の獣〜掩蔽のアルカナ〜（『Cheese!』2019年3月号[7] - 2025年3月号[8]）

#### 読み切り
- ヘルプ me デンティスト（『Cheese!』増刊2005年9月号）
- もっと彼女にしてよ（『Cheese!』増刊2005年11月号）
- ソプラノ（『Cheese!』増刊2006年1月号）
- 羊の皮を脱ぎましょう（『Cheese!』増刊2006年3月号）
- はっかドロップス（『Cheese!』増刊2006年5月号）
- 恋愛プラネタリウム（『Cheese!』増刊2006年7月号） - 『Sの唯一 Mの絶対』に収録。
- 杏奈の髪が長い理由（『Cheese!』増刊2006年9月号）
- 僕のヒステリックガール（『Cheese!』増刊2006年11月号） - 『つくしてあげます』に併録。
- マイ・ディア・キャット（『Cheese!』増刊2007年1月号） - 『Sの唯一 Mの絶対』に収録。
- Sの唯一 Mの絶対（『Cheese!』増刊2007年3月号） - 『Sの唯一 Mの絶対』に収録。
- ジッターバグ（『Cheese!』増刊2007年5月号） - 『Sの唯一 Mの絶対』に収録。
- アンティークWishへようこそ（『Cheese!』2007年6月号別冊付録） - 『星色のおくりもの』に収録。
- 花火の終わる頃（『Cheese!』増刊2007年7月号） - 『つくしてあげます』に併録。
- スリーピングビューティーは眠れない（『Cheese!』増刊2007年11月号）  - 『星色のおくりもの』に収録。
- BET!!（『Cheese!』2008年2月号） - 『Sの唯一 Mの絶対』に収録。
- 星色のおくりもの（原作：TAKUYO、『Cheese!』2008年4月号別冊付録） - 『星色のおくりもの』に収録。
- 君の夢なら僕もみたい（『Cheese!』2013年2月号[9]）
- 孤月の夢（『Cheese!』2019年1月号[10]）
- 転生人魚姫は泡になって消えたくない（原作：七尾美緒、『Cheese!』2021年7月号[11] - ） - 前後編。

### イラスト
- 舞姫恋風伝（著：深山くのえ、ルルル文庫、2007年 - 2016年、全4巻+電子限定1巻）
- 桜嵐恋絵巻（著：深山くのえ、ルルル文庫、2008年 - 2011年、全10巻）
- 乙女なでしこ恋手帖（著：深山くのえ、ルルル文庫、2011年 - 2012年、全2巻）
- 不思議の国のアポカリプス（著：片瀬由良、ルルル文庫、2012年）

### 書籍

#### 漫画単行本
- 『Sの唯一 Mの絶対』小学館〈フラワーコミックス〉、2007年8月発行、ISBN 978-4-09-131178-8
- 『つくしてあげます』小学館〈フラワーコミックス〉、2007年11月発行、ISBN 978-4-09-131310-2
- 『星色のおくりもの』小学館〈フラワーコミックス〉、2008年4月発行、ISBN 978-4-09-131619-6
- 『僕はキスで嘘をつく』、小学館〈フラワーコミックス〉2008年、全2巻
- 『黎明のアルカナ』、小学館〈Cheese!フラワーコミックス〉2009年 - 2013年、全13巻
- 『ロッカメルト』、小学館〈Cheese!フラワーコミックス〉2014年 - 2015年、全4巻
- 『水神の生贄』、小学館〈Cheese!フラワーコミックス〉2015年 - 2019年、全11巻
- 『王の獣〜掩蔽のアルカナ〜』、小学館〈フラワーコミックス〉2019年 - 2025年、全18巻
  1. 2019年9月26日発売[12][13]、ISBN 978-4-09-870627-3
  2. 2019年9月26日発売[12][14]、ISBN 978-4-09-870628-0
  3. 2020年1月24日発売[15]、ISBN 978-4-09-870798-0
  4. 2020年6月10日発売[16]、ISBN 978-4-09-871002-7
  5. 2020年9月25日発売[17]、ISBN 978-4-09-871080-5
  6. 2021年2月25日発売[18]、ISBN 978-4-09-871252-6
  7. 2021年6月25日発売[19]、ISBN 978-4-09-871322-6
  8. 2021年10月26日発売[20]、ISBN 978-4-09-871511-4
  9. 2022年2月25日発売[21]、ISBN 978-4-09-871576-3
  10. 2022年6月24日発売[22][23]、ISBN 978-4-09-871645-6
  11. 2022年10月26日発売[24][25]、ISBN 978-4-09-871838-2
  12. 2023年3月24日発売[26]、ISBN 978-4-09-871895-5
  13. 2023年7月26日発売[27]、ISBN 978-4-09-872253-2
  14. 2023年12月26日発売[28]、ISBN 978-4-09-872449-9
  15. 2024年4月25日発売[29]、ISBN 978-4-09-872633-2
  16. 2024年8月26日発売[30]、ISBN 978-4-09-872761-2
  17. 2025年2月26日発売[31]、ISBN 978-4-09-873012-4
  18. 2025年7月25日発売[32][33]、ISBN 978-4-09-873092-6
    - （B5判カラーイラスト集付き特装版）同日発売[32][34]、ISBN 978-4-09-943205-8

#### その他の書籍
- 『王の獣 公式ファンブック』小学館〈フラワーコミックス〉、2025年7月25日発売[32][35]、ISBN 978-4-09-873160-2

### その他
- 星色のおくりもの（TAKUYOのゲーム、2007年11月8日）キャラクターデザイン
- 星色のおくりもの portable（TAKUYOのゲーム、2008年11月27日）キャラクターデザイン
- ハルカナアルカナ（キミのねの楽曲、2024年8月22日） 『王の獣〜掩蔽のアルカナ〜』コラボレーションソング・イラスト